# Mora (bateau)

Représentation du Mora, le navire de Guillaume le Conquérant, sur la tapisserie de Bayeux (scène 38).

Pour les articles homonymes, voir Mora.
Le ou la Mora est le nom traditionnellement attribué au « navire ducal » de Guillaume, duc de Normandie avec lequel il a traversé la Manche pour aller faire la conquête de l'Angleterre en 1066.
Comme le montre la tapisserie de Bayeux, il s'agit d'un grand navire à clins, hérité des langskip des vikings dont les chantiers navals normands ont longtemps conservé le savoir-faire. Sa construction, selon une tradition, à Barfleur a été commandée par Mathilde de Flandre, épouse de Guillaume et duchesse de Normandie. Après la conquête, le navire a continué d'être utilisé par Guillaume le Conquérant pour ses allers-retours entre l'Angleterre et la Normandie.

## Origine du nom
Le nom mora attribué au bateau de Guillaume est indiqué dans le Catalogus suppeditantium naves ad expeditionem Willelmi comitis in Angliam, la liste de ceux qui ont fourni des navires pour l'expédition du duc de Normandie. Ce texte a été écrit vers 1067, 1072 au plus tard, selon l'historienne Elisabeth van Houts,. Le mot mora n'est mentionné que dans ce seul texte d'époque rédigé en latin médiéval dans la phrase « Matildis postea regina eiusdem ducis uxor ad honorem ducis fecit effici nauem que uocabatur mora in qua ipse dux uectus est [...] » (« Mathilde qui fut ensuite reine, l'épouse du même duc, fit construire pour la gloire du duc un navire qu'on appelait mora dans lequel le duc lui-même fit la traversée. ») Il a été compris comme un nom propre Mora par la plupart des commentateurs.
Le navire étant un cadeau de Mathilde de Flandre, il a été suggéré que Mora pourrait être un hommage aux Morini, anciens habitants de la Flandre. Les autres significations latines du mot mora semblent à écarter car elles désignent toutes des caractéristiques peu valorisantes : « retard » ou « pause » à « idiote » ou « femme insensée ». Il y a aussi la possibilité que Mora soit une anagramme d'Amor. Le nom du Mora pourrait également avoir une origine noroise. En effet, on connaît l'attachement de Guillaume à ses origines nordiques, symbole aussi de son indépendance vis-à-vis du pouvoir royal. Quand il s’embarque pour l'Angleterre en 1066, il prend soin d'équiper son navire d'une girouette dorée, à la manière de ses ancêtres vikings. Plusieurs historiens, dont George Slocombe en 1961, ont donc envisagé que Mora puisse faire référence à une tradition suédoise liée à l'élection des rois de Suède pendant le Moyen Âge. L'élection se déroulait lors d'une assemblée appelée « thing de Mora » car elle se situait sur un monument de pierres connu sous le nom de Morasteinninn « la pierre de Mora » (en suédois moderne Mora stenar au pluriel, mais en norvégien Morasteinen) localisé à Knivsta, près d'Uppsala. À l'issue de la cérémonie d'intronisation, le nouveau roi devait se tenir debout sur une pierre plate, la Pierre de Mora, où il recevait l'hommage des électeurs présents. Dans l'esprit de Mathilde et des contemporains, le choix du nom Mora pouvait donc exprimer la volonté manifeste de Guillaume de se faire couronner roi d'Angleterre.
Pour le linguiste René Lepelley, mora est un nom commun, car si les autres chroniqueurs médiévaux ne précisent pas le nom du navire, c'est probablement parce qu'il n'en avait pas. S'appuyant sur la chanson de geste médiévale, en particulier la Chanson de Roland et la Chanson de Guillaume, Lepelley émet l'hypothèse en 2003 que mot mora serait alors une latinisation médiévale de l'ancien français [a]more (autrement [a]mure, [a]meur, [a]mour), qui signifie « pointe de flèche ou d'épée » ou encore « fer de lance ». Ainsi, le mot mora ne désignerait pas le nom du navire mais le fait qu'il soit à la pointe de l'attaque normande, son « fer de lance ». Cependant, aucun substantif mora ayant ce sens n'est mentionné dans le dictionnaire du latin médiéval de Du Cange. En revanche, il existe bien dans le dictionnaire d'ancien français de Godefroy, un substantif amore, -eure « pointe de l'épée » et meure « lame, tranchant ».

## Caractéristiques techniques

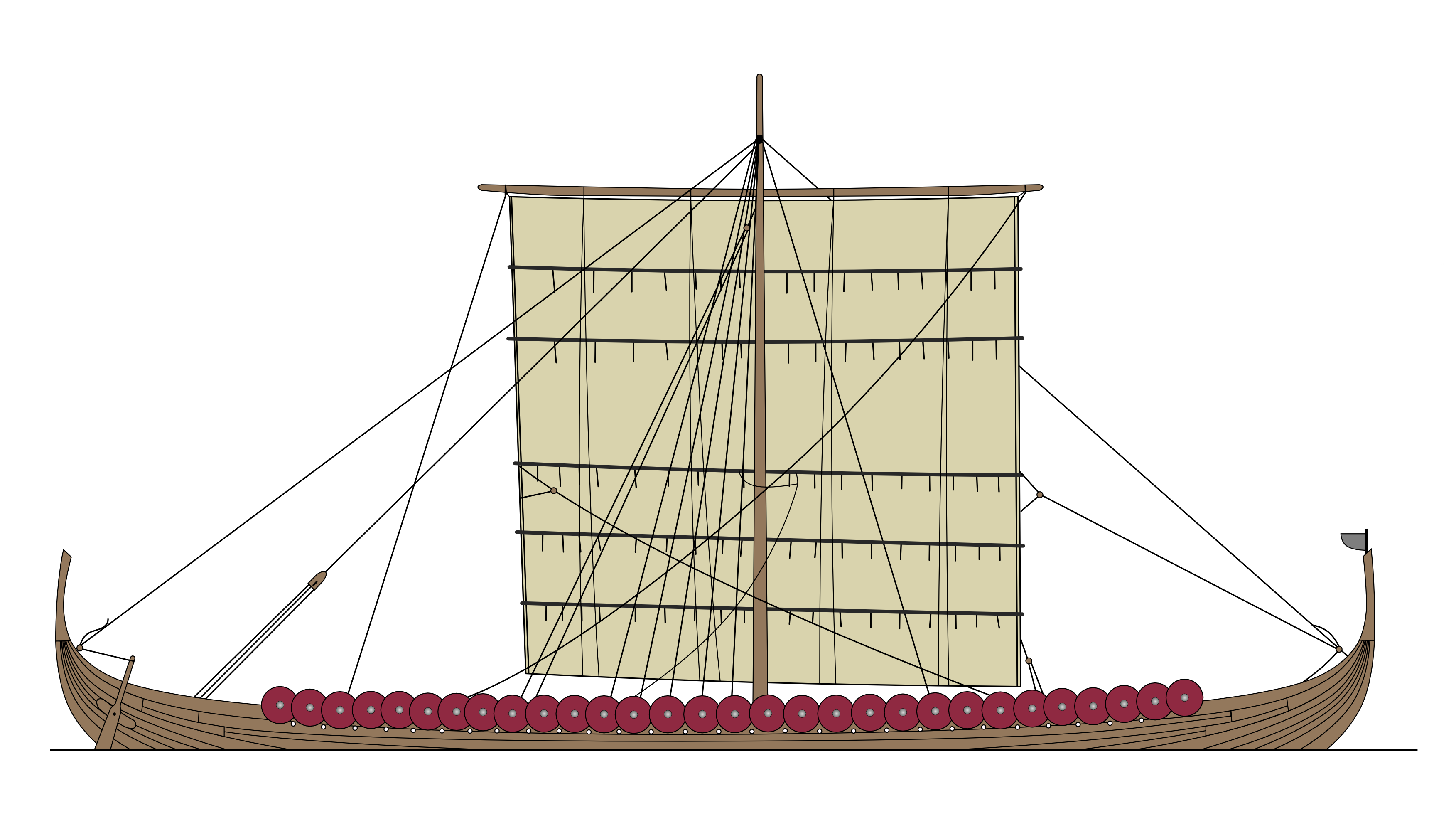
Profil d'un langskip viking. Le Mora comme une grande partie des navires de la flotte normande sont directement issus de leurs parents scandinaves.

Le Mora est un bateau de type langskip à bordages à clin construit selon une tradition à Barfleur en Normandie,. C'est un cadeau de la duchesse Mathilde à son mari Guillaume de Normandie en 1066. Il est appelé eschei (pluriel escheiz, eschiez), ainsi que les navires de sa flotte par les auteurs anciens. Eschei est directement issu du vieux norrois skeið (noté souvent skeid par commodité) et se réfère au plus long et plus ancien modèle de langskip avant la snekkja devenu esneque, esneke, esneche en normand. Ce dernier mot qualifie plus tard la Blanche-Nef ou les bateaux de Richard Cœur de Lion. Le nom du skeið quant à lui est connu dès le Xe siècle sur une inscription runique danoise située à Tryggevœlde, translittérée skaiþ.
Il est le navire ducal de Guillaume pour son invasion de l'Angleterre. D'une capacité de 40 à 45 hommes ou 10 à 12 chevaliers avec leurs chevaux, c'est le plus gros navire. La tapisserie de Bayeux la décrit comme « [hic willem dux in] magno navigio » « une grande embarcation ». Son capitaine, Étienne était le fils d'un certain Airard, et a reçu des terres dans le Hampshire, le Berkshire et le Warwickshire en récompense de ses services dans la campagne anglaise de 1066.
Le Catalogus suppeditantium naves ad expeditionem Willelmi comitis in Angliam en fait la description suivante : « In prora ejusdem Navis fecit fieri eadem Matildis infantulum de auro, dextro indice monstrantem Angliam, et finistra manu imprimentem cornu eburneum. (Sur la proue du même navire, la même Mathilde fit faire un enfant d'or, désignant l'Angleterre de son index droit et pressant une corne d'ivoire de sa main gauche) ». Cette description correspond en partie à celle du navire central représenté lors de la traversée de la Manche sur la tapisserie de Bayeux (scène 38), si ce n'est que la figure y est placée à la poupe et non à la proue du navire, que le cor est tenu de la main droite tandis que la gauche tient un lance. Comme les autres navires de la tapisserie, ce vaisseau est représenté comme une embarcation amphidrome à faible tirant d'eau et construit à clin ou « sur bordé premier ». Ses voiles sont multicolores et au sommet de son mât se trouve une bannière représentant la Croix qui est souvent considérée comme la bannière papale envoyée à Guillaume de Rome.
Bien que l'on puisse être tenté de prêter un immédiat réflexe documentaire à cette représentation iconographique, la description qu'offre la Tapisserie de Bayeux du bateau et de son décor ne correspond sans doute que partiellement à la réalité. En effet, rien ne démontre que les bâtiments qui furent utilisés par les Normands et leurs alliés pour franchir la Manche en 1066 furent réellement construits selon un modèle danois ou norvégien, et rien ne prouve qu'un navire offert à Guillaume par Mathilde ait pu être réalisé selon un mode de construction nordique. Les historiens s'accordent ainsi à penser qu'en absence de flotte permanente, Guillaume dut constituer la sienne de toutes pièces en construisant mais aussi en réquisitionnant tout ce qui pouvait naviguer en Normandie : « Si la tapisserie de Bayeux représente avant tout des navires de type scandinave, la flotte de Guillaume était vraisemblablement composite, et cette œuvre ne saurait représenter à elle seule la variété des traditions navales qui ont pu s’exercer en Normandie au XIe siècle ». Avec Lucien Musset qui défendait l'hypothèse d'une origine anglaise de la célèbre broderie, il convient plutôt de se demander si « ce que figure la tapisserie de Bayeux, ce n’est pas les navires que les Anglais du comté du Kent qui ont dû broder la tapisserie avaient d'habitude sous leurs yeux, c’est-à-dire la flotte de Harold ou de ses prédécesseurs immédiats, plus que celle de Guillaume ».

Dans le Roman de Rou composé au siècle suivant, le poète Wace donne cette autre description du navire ducal, sans toutefois nommer celui-ci : 

« Une lanterne fist li Dus (Le Duc fit attacher une lanterne)

Metre en sa nef le mast de sus (Au mât de sa nef)

Une wire-wire dorée (Et une girouette dorée)

Out de coivre en somet levée (Faite de cuivre, au sommet fut posée). »

Le terme wirewire est la forme adoptée par Wace pour l'ancien normand wirevite « girouette » du vieux norrois veðrviti « girouette de proue » (sur veðr « temps (atmosphérique) », viti « signal »).

## Contexte historique
En 1066, le duc de Normandie Guillaume entreprend la conquête du royaume d'Angleterre, à la suite de la mort sans héritier incontestable du roi d'Angleterre Édouard le Confesseur, cousin de Guillaume. Dans la crise de succession qui s'ensuit et qui l'oppose notamment à Harold Godwinson, Guillaume fait valoir le choix d'Édouard de le désigner comme son successeur et le serment prêté par Harold de respecter ce choix. Devant l'élection d'Harold au trône d'Angleterre le lendemain de la mort d'Édouard, Guillaume décide la levée d'une armée d'invasion et la construction d'une flotte pour la porter en Angleterre.
Pour construire cette flotte, les Normands s'appuient sur leurs connaissances en architecture navale héritées de leurs ancêtres scandinaves, les Vikings. Le chef norvégien Rollon a en effet reçu le duché de Normandie en 911, contre conversion au christianisme et hommage au roi de France.

## Traversée vers l'Angleterre
Le navire aurait été bâti selon la tradition à Barfleur, l'un des principaux ports normands de l'époque, pendant le printemps 1066. Son pilotage est confié à un marin barfleurais nommé Étienne qui a le rôle d'esturman (littéralement « homme du gouvernail » en ancien normand), selon Orderic Vital. Au cours de l'été 1066, la flotte — qui aurait compté 696 navires selon Wace, ; 3 000 selon Guillaume de Jumièges et Guillaume de Poitiers — se rassemble à l'embouchure de la Dives, où elle embarque l'armée forte de sept à huit mille hommes puis se dirige vers l'embouchure de la Somme et son port Saint-Valéry, plus proche des côtes anglaises.
Le soir du 27 septembre 1066, avant le coucher du soleil selon Guillaume de Poitiers, après plusieurs semaines d'attente des vents favorables, l'armée d'invasion du duc Guillaume s'embarque pour l'Angleterre avec le Mora en tête.
Le Mora étant plus grand et plus rapide que les autres navires de la flotte, il porte une lanterne sur son mât afin d'être vu et un cor est utilisé comme signal aux navires suivants. Toutefois, au lever du jour, le Mora se retrouve seul au milieu de la Manche, sans aucun autre navire en vue. Attendant que les autres rattrapent leur retard, Guillaume prend son petit-déjeuner avec du vin.
Une fois la flotte rassemblée, elle reprend la route vers le nord et accoste dans la baie de Pevensey où l'armée débarque et se fortifie. Le 14 octobre, l'armée normande défait l'armée anglaise à Hastings, et Guillaume est couronné roi d'Angleterre le 25 décembre 1066.
Selon le témoignage de Thomas, fils d'Étienne, le marin barfleurais a continué à servir Guillaume pendant plusieurs années après la conquête, probablement à bord du Mora.

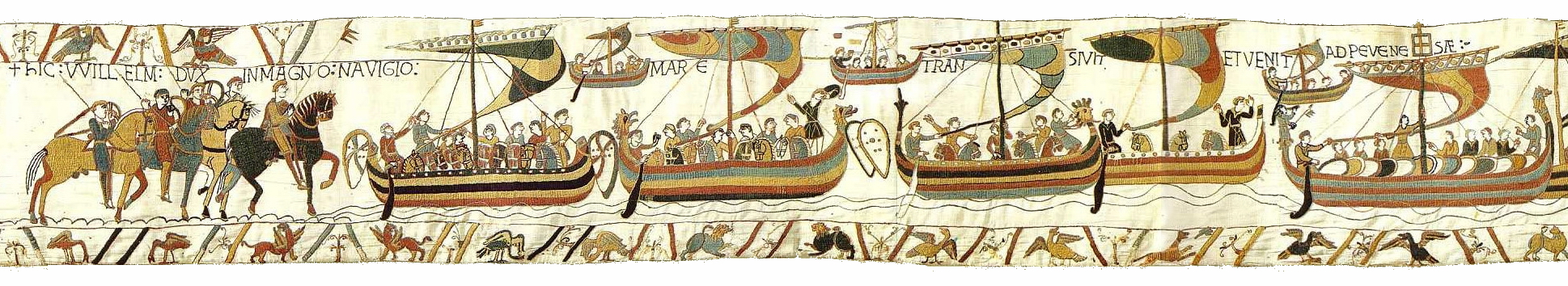
La scène 38 de la tapisserie de Bayeux montre la flotte d'invasion normande, avec le Mora à sa tête, marqué par la bannière papale sur la tête de mât.

## Postérité

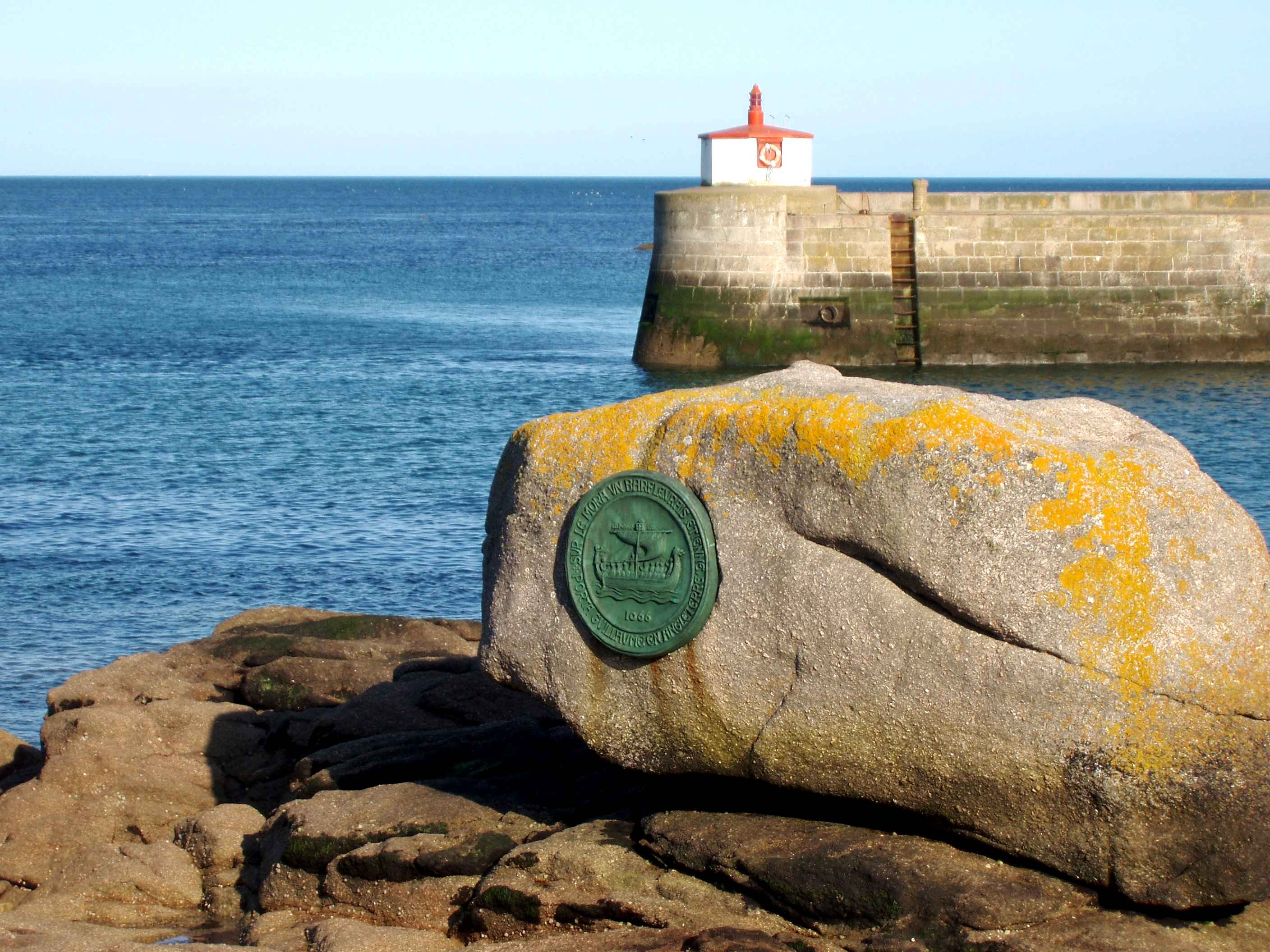
Médaillon en bronze du Mora scellé à l'entrée du port de Barfleur.

Une plaque commémorative en bronze a été posée sur un rocher à l'entrée du port de Barfleur en 1966, pour le 900e anniversaire de la construction de la nef. Œuvre de la sculptrice Josette Hébert-Coëffin, elle reprend en effigie la représentation du Mora sur la tapisserie de Bayeux, entourée de la mention : « Sur le Mora un barfleurais Étienne porta Guillaume en Angleterre – 1066 ».
En juillet 2006, une esnèque de 11 m refait le périple du Mora, de Dives-sur-Mer à Pevensey via Saint-Valéry-sur-Somme.
Une discothèque du centre de Barfleur, active de 1967 au milieu des années 1980, a porté le nom de Mora. En 2019, la commune de Barfleur a racheté le lieu pour en faire un centre culturel.
En 1970, le poète normand Côtis-Capel consacre un poème au Mora, ce poème commémore l'baté oû Du « le bateau du Duc », et assimile son nom au cri des mouettes : « MORA ! MORA ! Ch'est l' cri des maôves
Qué l’ vent quérie oû haôt d’ l’Hivé.... ».

## Reconstruction laMora
S’appuyant sur la réussite de la reconstruction de l'Hermione, la frégate du marquis de La Fayette, l’association La Mora – Guillaume le Conquérant, présidée par Alain Bourdeaux, a décidé en 2018 de faire renaître la Mora, en s’appuyant sur la Tapisserie de Bayeux et les documents historiques à disposition, et réunissant un comité d’experts composé d'historiens, architectes navals et charpentiers de marine, notamment.
Si la tradition rapporte que c’est à Barfleur que le navire originel a vu le jour, c’est à Honfleur, que la réplique sera construite. Le projet s’accompagnera de la réhabilitation d’une zone de friche industrielle sur la jetée Est de la ville afin d’y installer le chantier de reconstruction et un espace scénographique et pédagogique.
| Date         | Informations                                                           |
| ------------ | ---------------------------------------------------------------------- |
| Octobre 2021 | Études et travaux de réhabilitation des bâtiments                      |
| Mars 2023    | Ouverture au public de la scénographie et début de chantier de la Mora |
| Mars 2028    | Mise à l’eau de la Mora                                                |